# Орбан, Ласло
Ла́сло О́рбан (венг. Orbán László; 9 декабря 1949, Сексард — 15 июля 2009, Будапешт) — венгерский боксёр лёгкой и полулёгкой весовых категорий, выступал за сборную Венгрии в конце 1960-х — начале 1970-х годов. Серебряный призёр летних Олимпийских игр в Мюнхене, чемпион Европы, победитель многих международных турниров и национальных первенств. Также известен как тренер по боксу.

## Биография
Ласло Орбан родился 9 декабря 1949 года в городе Сексард, медье Тольна. Первого серьёзного успеха на ринге добился в возрасте восемнадцати лет, когда в полулёгком весе стал чемпионом Венгрии по боксу (впоследствии повторил это достижение ещё два раза). Год спустя побывал на чемпионате Европы в Бухаресте, где победил всех своих соперников и завоевал золотую медаль. Затем, в 1970 году, поднялся в лёгкую весовую категорию, продолжая при этом участвовать в крупнейших международных турнирах.
В 1971 году Орбан ездил на европейское первенство в Мадрид, откуда привёз медаль бронзового достоинства, уступив в полуфинале румыну Антониу Василе. Благодаря череде удачных выступлений удостоился права защищать честь страны на летних Олимпийских играх 1972 года в Мюнхене — сумел дойти здесь до финала, но в решающем матче со счётом 0:5 проиграл поляку Яну Щепаньскому. Получив серебряную олимпийскую медаль, ещё в течение года продолжал выходить на ринг. В 1973 году выиграл бронзу не чемпионате Венгрии, безрезультатно посетил чемпионат Европы в Белграде, после чего принял решение завершить карьеру спортсмена. Впоследствии работал тренером по боксу.
Умер 15 июля 2009 года в Будапеште от сердечного приступа.